# 김진우 (축구인)
김진우(한국 한자: 金珍友, 1975년 10월 9일 ~ )는 대한민국의 전 축구 선수 및 현 지도자이다. 전 대전 시티즌의 수석 코치이다.

## 선수 생활
대구대학교를 졸업한 뒤, 잠시 실업 축구팀에서 활약한 후 1996년 수원 삼성 블루윙즈 소속으로 K-리그에 데뷔하였고, 2007년 은퇴할 때까지 수원 삼성 블루윙즈에서만 뛰었다.
주로 중앙에서 수비형 미드필더로 뛰었으나, 가끔 왼쪽 윙백으로 뛰기도 했다. 특히 1998년, 1999년 수원 블루윙즈가 우승할 때 고종수와 함께 중앙에서 주전으로 뛰며 우승을 이끌었다.

## 지도자 생활
2007년 은퇴 후, 수원 삼성 블루윙즈 U-18팀 (매탄고등학교) 과 성인팀 코치를 거쳐 수원 삼성 블루윙즈 U-15팀 (매탄중학교)에서 감독으로 활동하였으며, 2013년부터 2015년까지 경남 FC의 코치를 역임한 뒤 부산외국어대학교 축구부의 감독으로 부임하였고, 2018시즌을 앞두고 고종수 감독의 부름을 받고 대전 시티즌의 코치로 부임하였다.

## 플레이 스타일
선수 시절 상대 플레이의 흐름을 끊는 영리한 플레이를 보였고, 신장이 크지 않으나 공중 볼 다툼에 큰 약점을 보이지 않았고 발이 빠르지는 않으나 경기의 흐름을 잘 읽어 적재 적소에서 플레이하였다.
왼발을 주로 썼으며 과감한 플레이보다는 조심스러운 플레이를 선호하였다.
경기 중 파울을 많이 하기로 유명하였고 2009년 현재 K 리그 역대 파울 순위 1위 (795개)이다. 현역시절 레드카드를 받은 적은 한번도 없었을 정도로 거칠지만 영리한 플레이에 능했다.
팀 동료 중에 동갑인 최성용과 친하게 지냈다.

## 경력

### 선수 경력
- 1996년 ~ 2007년  수원 삼성 블루윙즈

### 지도자 경력
- 2008년 수원 삼성 블루윙즈 U-18팀 (매탄고등학교) 코치
- 2009년 수원 삼성 블루윙즈 트레이너
- 2010년 수원 삼성 블루윙즈 U-15팀 (매탄중학교) 감독
- 2010년 ~ 2012년 수원 삼성 블루윙즈 코치
- 2013년 ~ 2015년 경남 FC 코치
- 2016년 ~ 현재 부산외국어대학교 감독

## 수상

### 클럽

#### 수원 삼성 블루윙즈
- K-리그 우승 3회 (1998년, 1999년, 2004년)
- K-리그 준우승 2회 (1996년, 2006년)
- FA컵 우승 1회 (2002년)
- FA컵 준우승 2회 (1996년, 2006년)
- 아디다스 컵 우승 2회 (2000년, 2001년)
- 대한화재 컵 우승 1회 (1999년)
- 삼성 하우젠 컵 우승 1회 (2005년)
- 대한민국 슈퍼컵 우승 3회 (1999년, 2000년, 2005년)
- 아시아 클럽 챔피언십 우승 2회 (2001년, 2002년)
- 아시아 슈퍼컵 우승 2회 (2001년, 2002년)
- A3 챔피언스컵 우승 1회 (2005년)